# Бэлэурешть
Бэлэурешть (рум. Bălăurești, ранее Балаурешты) — село в Ниспоренском районе Молдавии. Относится к сёлам, не образующим коммуну.

## География
Село расположено на высоте 136 метров над уровнем моря.

## Население
По данным переписи населения 2004 года, в селе Бэлэурешть проживает 2517 человек (1244 мужчины, 1273 женщины).
Этнический состав села:
| Национальность | Число жителей | Процентный состав |
| -------------- | ------------- | ----------------- |
| молдаване      | 2495          | 99.13             |
| румыны         | 10            | 0.4               |
| русские        | 8             | 0.32              |
| украинцы       | 1             | 0.04              |
| цыгане         | 1             | 0.04              |
| прочие         | 2             | 0.08              |
| Всего          | 2517          | 100%              |

## Известные уроженцы
- Дрэган, Мария (1947—1986) — молдавская певица, исполнительница народных и эстрадных песен.